# Ancinonida
Ancinonida é um fármaco da classe dos corticoides. É de uso tópico.

## Indicações
A ancinonida é indicada para lesões tópicas inflamatórias tais como picadas de inseto, queimaduras, cicatrização, erupções na pele, dermatose, xerose inflamatória.